# Етулія (станція)
Ету́лія (рум. Etulia) — залізнична станція залізниць Молдови. 
До 2020 року курсував поїзд Рені-Етулія Одеської залізниці двічі на добу.
На станції діє пункт контролю на кордоні з Україною Етулія—Фрікацей.
Біля станції розташоване станційне поселення Вулканештського округу в автономії Гагаузія, у Молдові, яке відноситься до комуни Етулія.